# BlueScope Steel
BlueScope Steel — австралийский производитель стального проката, имеющий производственные площадки в Австралии, Новой Зеландии, азиатско-тихоокеанском регионе и Северной Америке. Компания была выделена из BHP Billiton в 2002 году, как BHP Steel и переименована в BlueScope Steel 17 ноября 2003 года. Компания имеет листинг на Австралийской бирже ценных бумаг, биржевой тикер — BSL.
Штаб-квартира компании размещена в небоскрёбе Bluescope Steel Centre по адресу Коллинс-Стрит 120, в Мельбурне.
В компании работает 17 500 сотрудников. Крупнейший завод компании расположен в Порт Кембла, около Вуллонгонга, в австралийском штате Новый Южный Уэльс. Ежегодное производство на этом заводе составляет 5 миллионов тонн стали.
Компания производит слябы, горячекатанную сталь, автомобильную и гальванизированную сталь,  сталь с покрытием ZINCALUME (55 % алюминий-цинк), и окрашенную сталь под брендом COLORBON. Производство лужёной стали прекращено в марте 2007.
Пол О’Молли (бывший CFO компании BlueScope Steel) заменил Кирби Адамса на должности CEO в октябре 2007 года.

## Основные производства
- Порт Кембла около Вуллонгонга в регионе Иллаварра.
- Гастингс около Мельбурна.
- Гленброк около Вайику, Новая Зеландия

## Спонсорская деятельность
- BlueScope Steel Youth Orchestra
- Southern Stars, Wollongong